# 종고추
종고추(영어: bishop's crown 비숍스 크라운[*])는 재배종 고추이다. 

## 특징
스코빌 지수가 5,000~30,000(SHU) 정도로, 매운 고추이다.

## 사진 갤러리

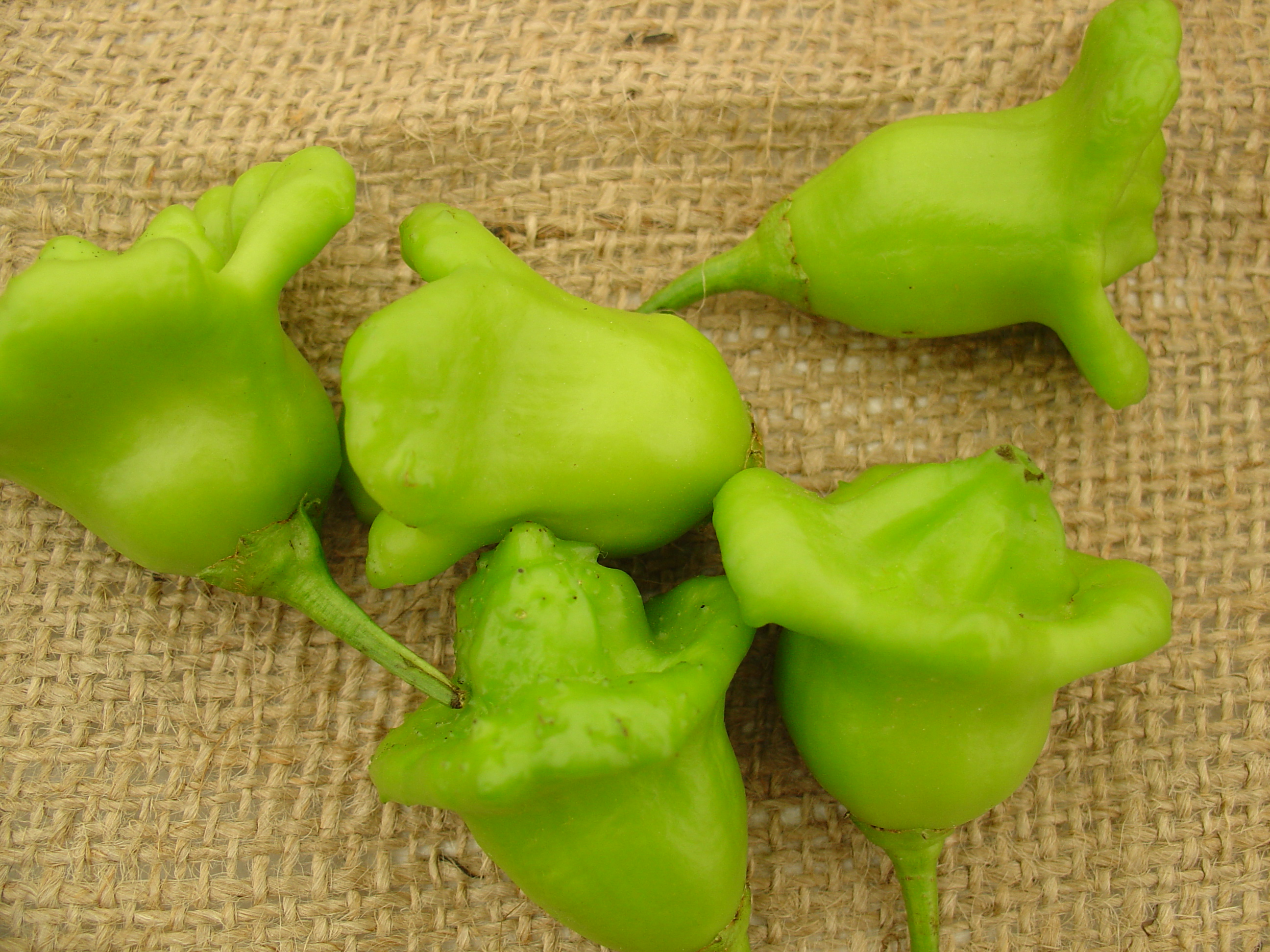
종고추
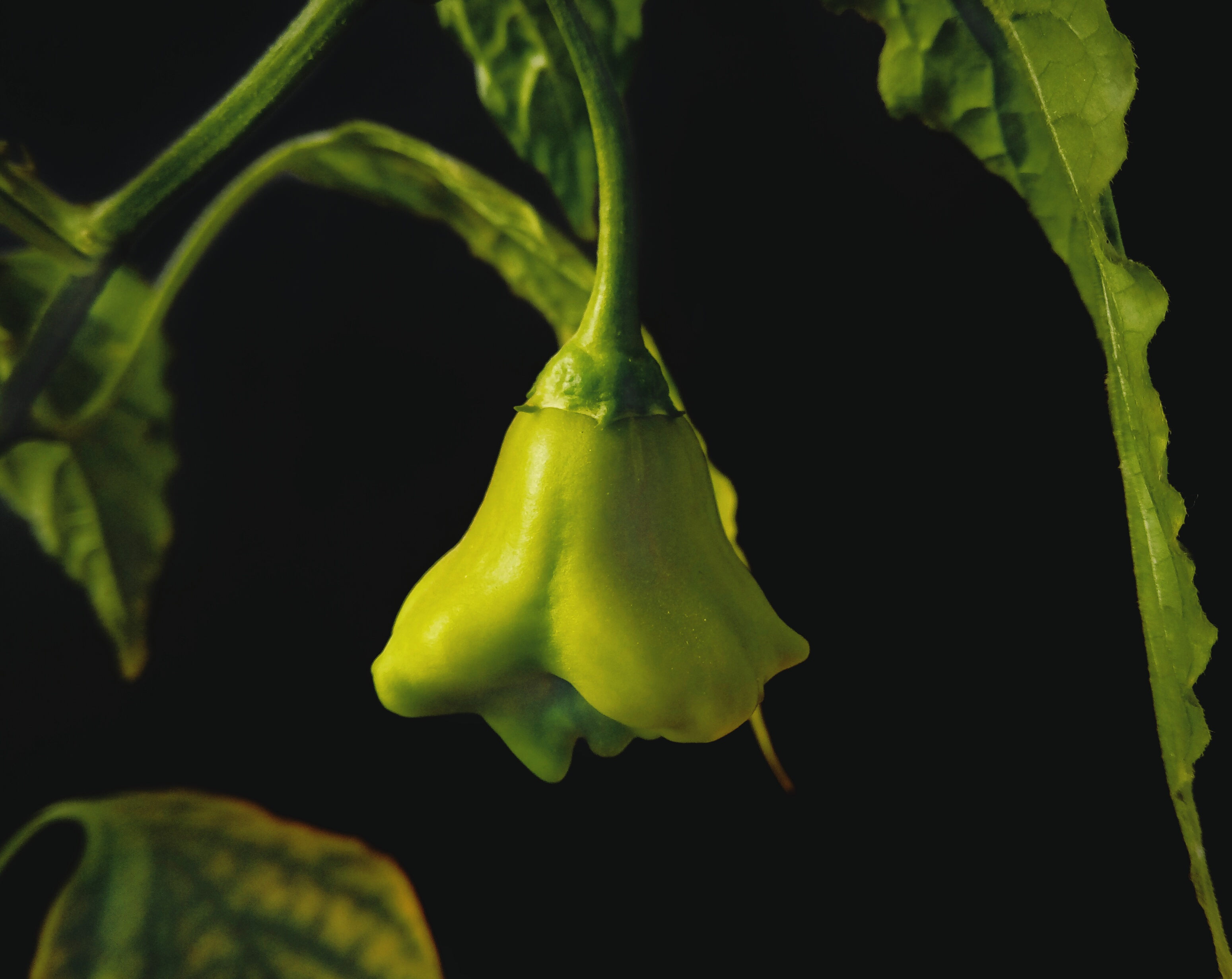
과일
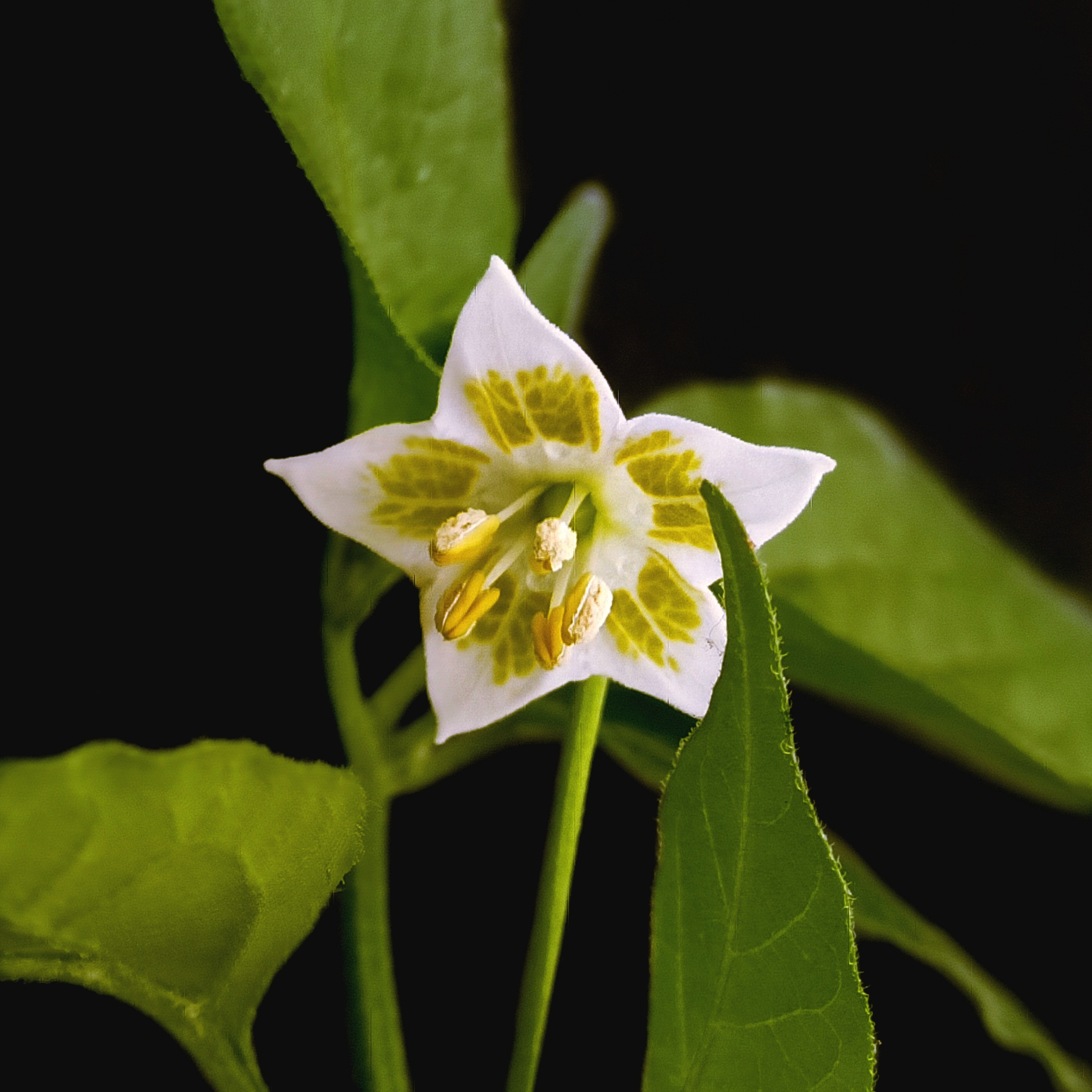
꽃

## 같이 보기
- 레몬고추
- 아마리요고추